# Río Iruya
Le río Iruya, encore appelé río Coranzulí, est une rivière d'Argentine qui coule dans la province de Salta. C'est un affluent abondant du río Pescado en rive droite, donc un sous-affluent du río Paraná par le río Pescado, puis par le Bermejo et enfin par le Paraguay.

## Géographie
Le río Iruya naît sur les pentes septentrionales du Cerro Fraile (4960 m). Il coule d'abord vers le nord et baigne la petite ville d'Iruya. Peu après, il change de direction et se dirige vers l'est. Il passe au sud du parc national Baritú puis se jette en rive droite dans le río Pescado. Sur ses deux rives, il reçoit d'abondants affluents issus des yungas du rebord oriental de la Cordillère orientale des Andes.
Son bassin s'étend sur plus ou moins 3 000 km2.

## Affluents
- Le río Nazareno (rive gauche) qui draine notamment le versant sud du Cerro Azul Casa.

## Hydrométrie - mesure des débits à Anta Muerta
Le débit du río Iruya a été observé pendant 23 ans (1956-1979) à Anta Muerta (au niveau du Puente Carretero ou Pont routier), localité de la province de Salta située à 8 kilomètres en amont de sa confluence avec le río Pescado. 
À Anta Muerta, le débit annuel moyen ou module observé sur cette période a été de 66,6 m3/s pour une surface étudiée de 2 950 km2, soit la quasi-totalité du bassin versant de la rivière.
La lame d'eau écoulée dans le bassin versant atteint ainsi le chiffre de 712 millimètres par an, ce qui peut être considéré comme très élevé, surtout dans cette région souvent fort déséchée par ailleurs.
Cours d'eau issu essentiellement des pluies de l'été austral, le río Iruya est un cours d'eau très abondant qui présente deux saisons bien marquées.
Comme presque partout dans le Nord-ouest argentin, les pluies surviennent en été et se prolongent quelque peu au début de l'automne. Les hautes eaux se déroulent donc de janvier à mars, avec un maximum en février. Au mois d'avril, le débit de la rivière baisse fortement et dès le mois de mai, un long étiage débute allant jusqu'au mois de novembre. Mais la rivière ne tombe jamais à sec, le débit étant soutenu en été par la fonte des neiges des hauts sommets andins du bassin (Cerro Azul Casa : 5015 m - Cerro Fraile : 4960 m). 
Le débit moyen mensuel observé en septembre (minimum d'étiage) est de 12,4 m3/s, soit plus ou moins 16 fois moins que le débit moyen du mois de février (200 m3/s), ce qui témoigne de l'amplitude assez importante des variations saisonnières. Sur la durée d'observation de 23 ans, le débit mensuel minimal a été de 8,89 m3/s (en septembre 1969), tandis que le débit mensuel maximal s'élevait à 483 m3/s en février 1968. 

## Érosion et sédimentation
Au sein du haut bassin du río Bermejo, c'est au niveau du sous-bassin du río Iruya que la dégradation des sols est maximale. On estime que 20 millions de mètres cubes d'apports solides ou sédiments sont charriés annuellement par la rivière, soit plus ou moins 40 % des sédiments totaux du río Bermejo, le système de Iruya-Pescado contribuant ainsi à près de 50 % du volume total de ces sédiments.

## Tourisme
- La ville d'Iruya